# Zamek krzyżacki w Przezmarku
Zamek krzyżacki w Przezmarku (niem. Burg Preußisch Mark)  – XIV-wieczna warownia położona na półwyspie między jeziorami Motława Wielka i Motława Mała, wzniesiona z polecenia komtura Lutera z Brunszwiku. Pełniła funkcję siedziby prokuratora, a następnie wójta krzyżackiego. Obecnie zachowany w ruinie, jest własnością prywatną. 

## Historia
Pierwszy zamek krzyżacki w Przezmarku został wzniesiony z drewna w II połowie XIII w. Wznoszenie nowego, tym razem z cegły, zainicjował komtur dzierzgoński Luter z Brunszwiku, pełniący równocześnie obowiązki wielkiego szatnego zakonu. Obiekt stanął na miejscu dawnego grodu pruskiego; prace trwały od 1316 do 1331. Początkowo zamek był siedzibą niższych urzędników Zakonu – rezydował tu szafarz, od 1320 r. prokurator, a od 1359 roku wójt. Chociaż zamek położony był w bardzo dogodnym do obrony miejscu, w 1410 został przejęty bez walki przez wojsko Władysława Jagiełły, by już rok później wrócić do Krzyżaków na mocy I pokoju toruńskiego (1411). W 1414 obiekt został ponownie zdobyty przez wojska polskie i poważnie zniszczony, jednak wrócił do zakonu, który – wobec doszczętnego zniszczenia pobliskiego zamku w Dzierzgoniu – dokonał poważnej rozbudowy i wzmocnienia zamku. W 1437 zamek stał się siedzibą komtura, przeniesiono również do niego sąd ziemski. Mimo tego zamek został zdobyty przez mieszczan z Elbląga w czasie wojny trzynastoletniej, po czym odbity przez Krzyżaków, a następnie oblegany przez wojska polskie. Udało im się jednak zdobyć tylko obszar przedzamcza. 

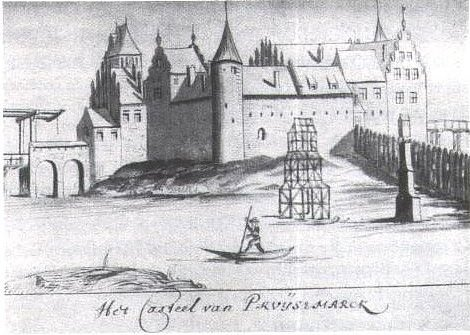
Zamek w 1632. Po lewej wjazd do zamku.

Począwszy od 1508 zamek znajdował się w rękach biskupów pomezańskich, a od 1521 w rękach prywatnych rodzin von Egmon i von Werdte. W związku z tym w latach 80. XVI wieku przeszedł kolejną przebudowę, która miała uczynić z niego rezydencję w miejsce budowli typowo obronnej. Zamek został wyremontowany i rozbudowany. Na zamku średnim wzniesiono budynki wzdłuż północnej i wschodniej kurtyny. Na zamku wysokim wyremontowano istniejące skrzydło wschodnie i dobudowano pozostałe, zamykając dziedziniec wewnętrzny. W 1626 właściciele Przezmarka poparli Szwedów i kilkakrotnie udostępnili im zamek w celu zaopatrywania w żywność. W czasie potopu szwedzkiego podupadły budynek stał się stałą kwaterą szwedzką. Przez cały XVIII i XIX wiek obiekt, chociaż mieścił Urząd Ziemski, był poważnie zaniedbany, a proces jego popadania w ruinę został przypieczętowany, gdy w 1793 roku rozpoczęto rozbiórkę murów w celu pozyskania budulca na folwark i zbór ewangelicki. W roku 1935 podjęto nieukończone prace konserwatorskie oraz porządkowanie ruin. Z kolei w 1958 wieża i zachowane obiekty na przedzamczu zostały zaadaptowane na ośrodek wczasowy (wzniesiono wówczas zespół drewnianych domków turystycznych). Obecnie zamek jest w rękach prywatnych, na jego terenie rozpoczęły się prace renowacyjne i częściowa odbudowa. Obiekt jest udostępniany turystom.

## Architektura

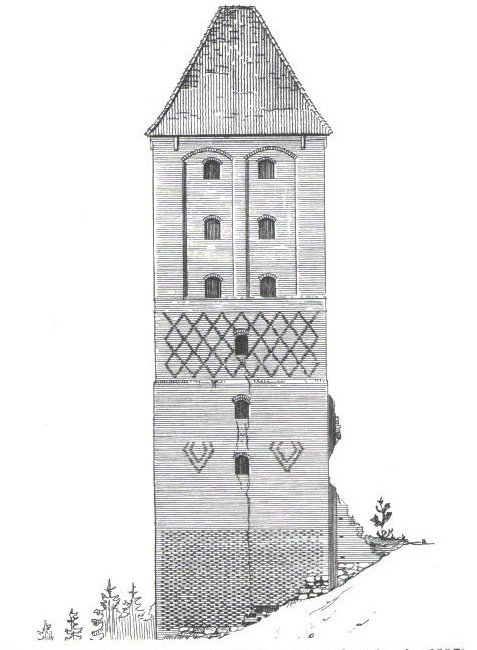
Wieża zamkowa, rysunek Konrada Steinbrechta

Zamek składał się z dwóch członów: zamku średniego i zamku wysokiego. Wjazd na ze wsi na zamek średni prowadził po moście wznoszącym się na nad szeroką fosą. Most zwodzony był wsparty na dwóch ceglanych filarach. Most prowadził do przedbramia i wieży bramnej. Po bokach wieży bramnej rozciągał się mur na końcach którego zbudowano dwie baszty. Narożna baszta wschodnia jest najlepiej zachowanym elementem zamku. Ma 35 metrów i nazywana jest Wieżą Jeniecką. Na terenie zamku średniego znajdował się zespół budynków gospodarskich (zachowanych w ruinie). Od zachodu dziedzińca wznosił się budynek. 
Na teren zamku wysokiego prowadził dodatkowy most zwodzony ponad suchą fosą. Zamek wysoki składał się muru obronnego na planie czworoboku o wymiarach 50 metrów na 75 metry. Wewnątrz od strony wschodniej wznosił się w średniowieczu co najmniej dwukondygnacyjny główny dom zamkowy o długości 65 metrów. Budynek ten posiadał krużganek. Do budynku przylegał od zewnątrz szachulcowy wykusz ustępowy. Od południa do muru zamkowego dobudowano ośmioboczną wieżę o średnicy 8 metrów. W XVI i XVII wieku na zamku wysokim zbudowano trzy skrzydła mieszkalne od strony północnej, południowej i zachodniej. Do dzisiaj na zamku wysokim pozostały widoczne niewielkie fragmenty murów zewnętrznych oraz zarys położonej w skrzydle wschodnim sali opartej na granitowych filarach. Czytelny jest też zarys bramy wjazdowej.

## Galeria

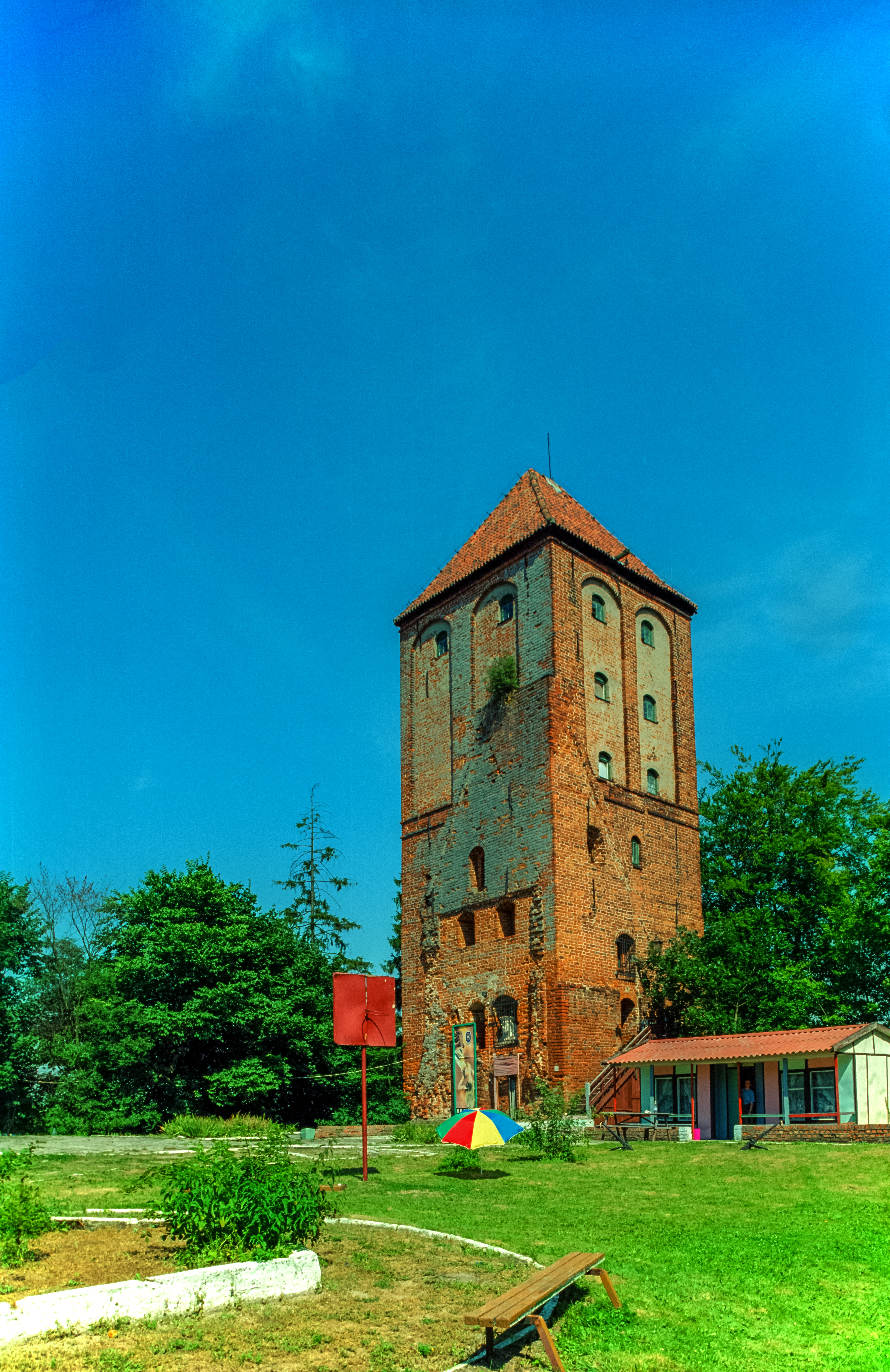
Wieża narożna na zamku średnim
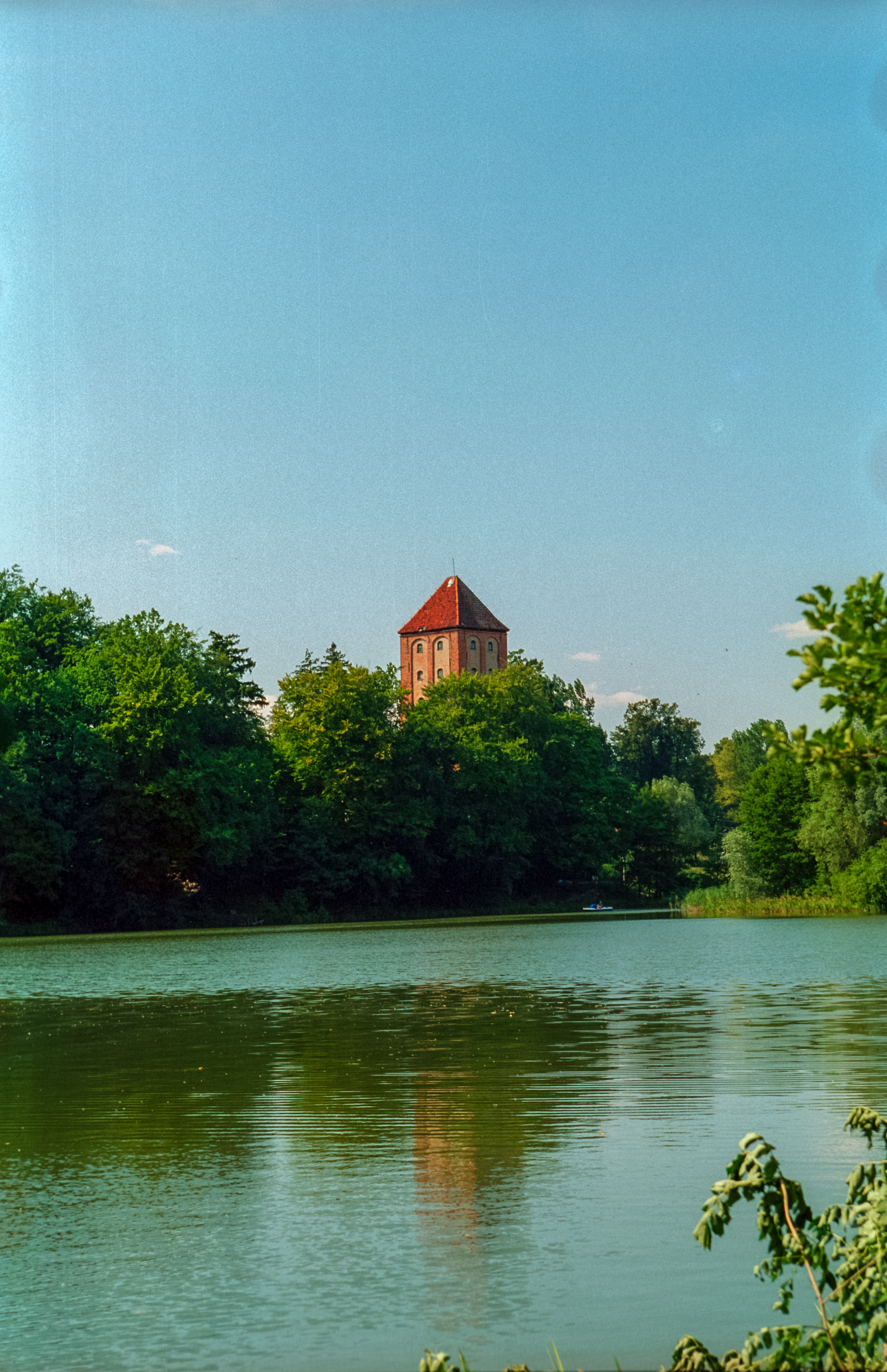
Wieża widziana zza Mołtawy Wielkiej
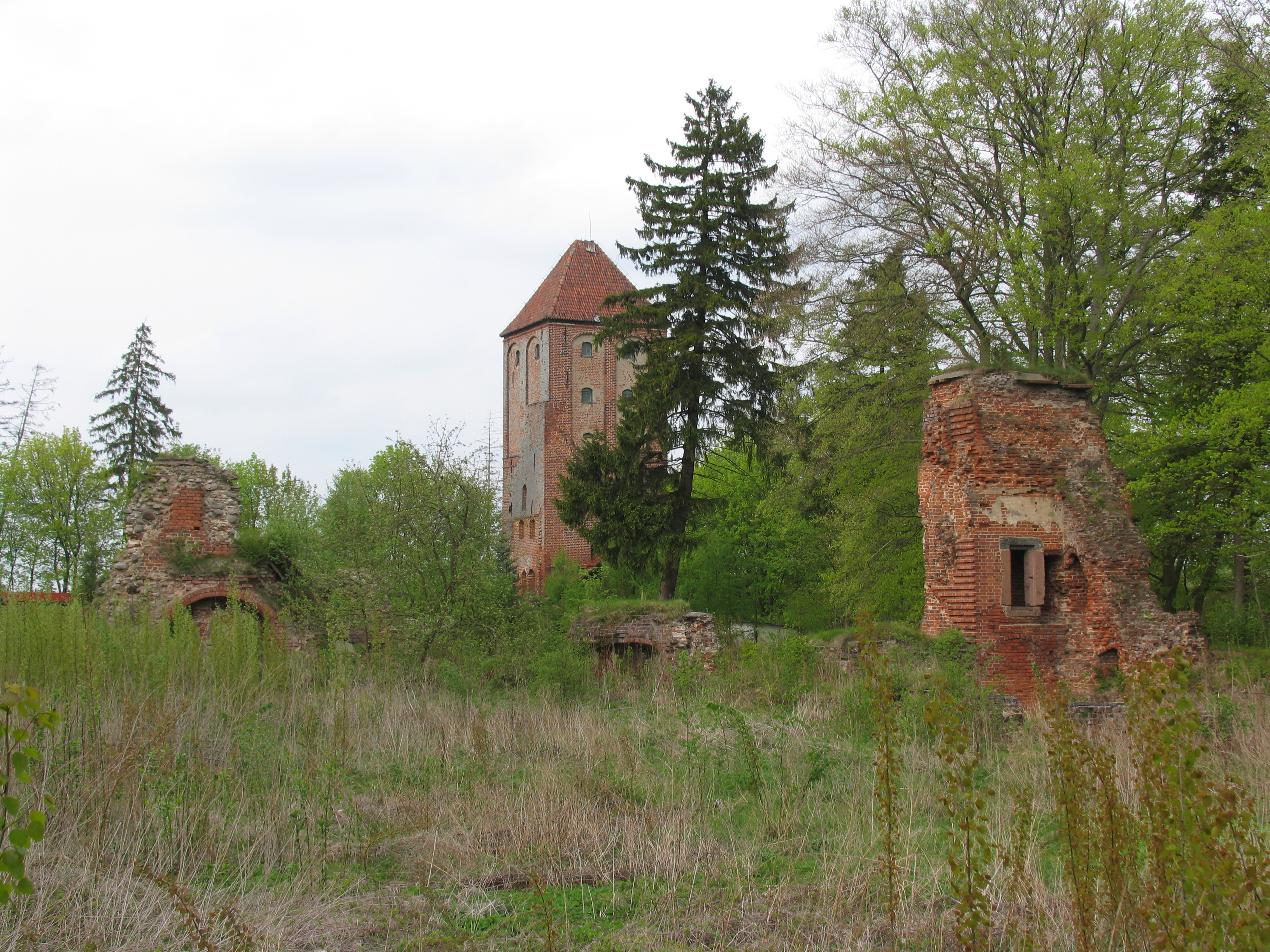
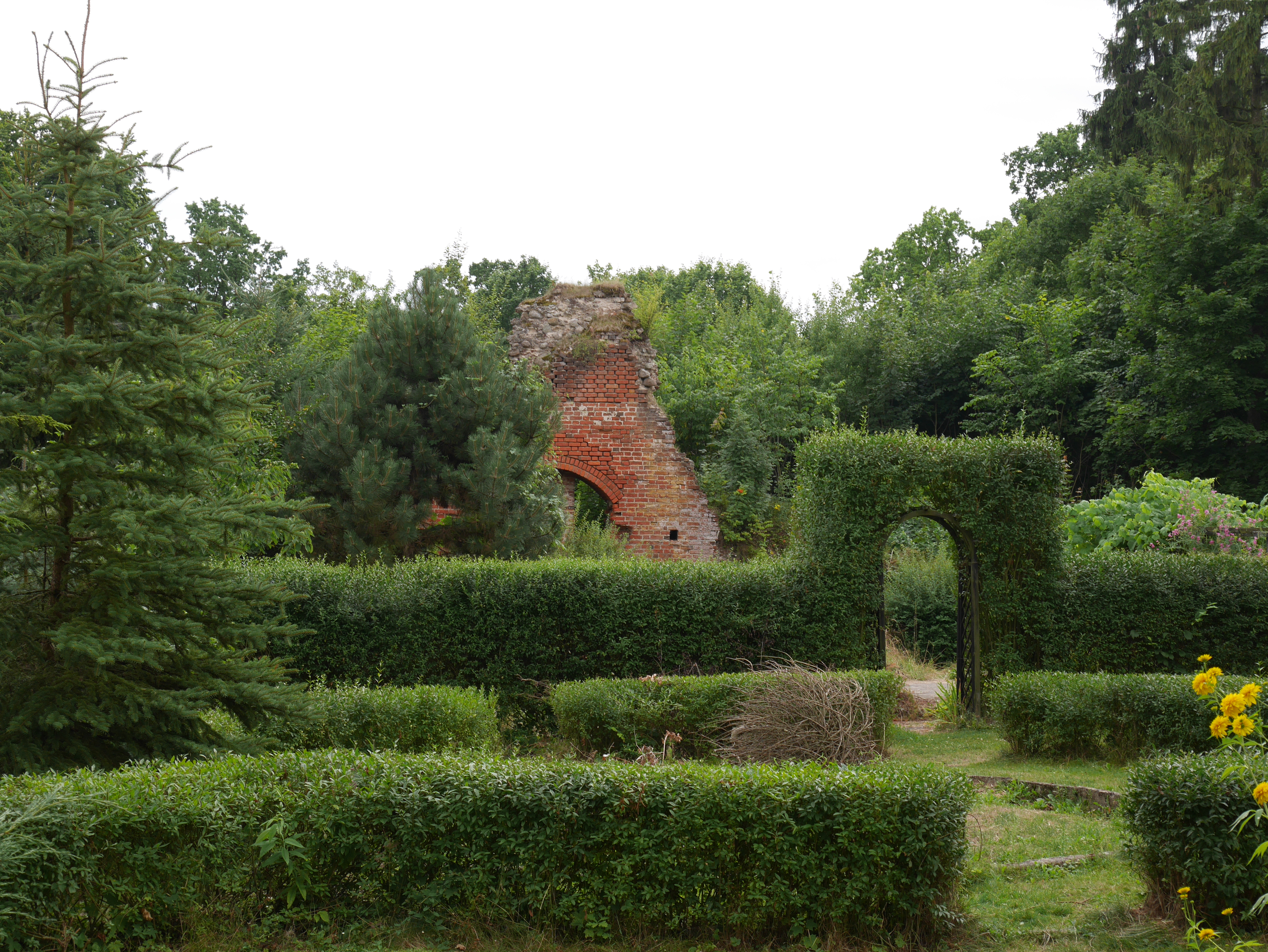
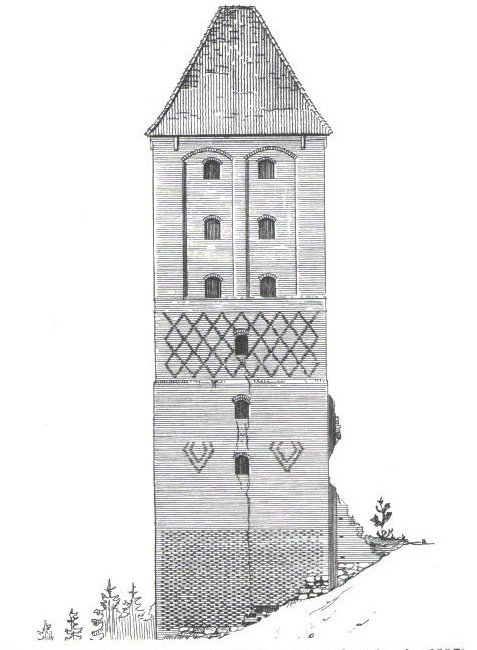
Wieża narożna na zamku średnim